# Batería de Roldán
La Batería de Roldán, también conocida como C-51, es una fortificación española de soporte de artillería antiaérea situada en el monte Roldán, dentro del término municipal de Cartagena (Región de Murcia), y más concretamente en la diputación de Canteras. Fue declarada Bien de Interés Cultural el 7 de agosto de 1997.

## Historia
La batería fue proyectada y construida en 1926, durante el programa de dotación de un cinturón defensivo a la estratégica plaza de Cartagena por la dictadura de Primo de Rivera. En 1933 se le dotó de cuatro cañones antiaéreos de calibre 105/45 y modelo 1923, de la empresa británica Vickers-Armstrongs.
Durante la Guerra Civil fue incluida en el programa republicano de Defensa Especial Contra Aviones (DECA) con el objetivo de defender la estratégica base naval de Cartagena de los bombardeos de la aviación del bando sublevado, que contaba con la ayuda de la Legión Cóndor alemana y la Aviación Legionaria italiana. En cumplimiento de esta misión descargó más de 600 disparos entre el 15 de abril de 1937 y el 21 de julio de 1938. En marzo de 1939 estalló una sublevación de elementos favorables a un fin negociado de la contienda que consigue hacerse con la base y algunas baterías costeras. Entre ellas no estaba sin embargo la de Roldán, que el día 6 abre fuego contra una escuadrilla de aeronaves franquistas hasta que los cañonazos provenientes de la Batería de Jorel la fuerzan a detenerse.
Finalizado el conflicto, la batería continúa en servicio, sufriendo la explosión accidental de su polvorín en abril de 1959, sin heridos en su personal. En 1965 fue desactivada durante la reorganización de las Fuerzas Armadas llevada a cabo por el ministro Camilo Menéndez Tolosa, y en la actualidad permanece abandonada, incluida en las rutas de senderismo locales. En cuanto a su conservación, el monumento ha entrado en una fase de deterioro progresivo que motivó su inclusión en noviembre de 2014 en la Lista roja de patrimonio en peligro de la asociación Hispania Nostra.

## Arquitectura
Roldán está situada a una cota de 485 metros sobre el nivel del mar, y su arquitectura consiste en cuatro barbetas en línea recta, protegidas por un antemural recubierto y ubicadas sobre sus semienterrados almacenes de munición, así como varias dependencias incrustadas en el monte.
La azotea consiste en un entramado de vigas de hierro apoyado sobre el talud del promontorio y el muro de la fachada que cierra los arsenales, decorado con paramentos modernistas, el estilo arquitectónico en boga en Cartagena durante los años de la construcción. Los puestos de mando y de dirección de tiro por su parte quedan soterrados casi en su totalidad, dejando las partes expuestas al exterior mimetizadas con el paisaje gracias a que fueron levantadas con conglomerados de bloques de piedra.

## Cabezo de Roldán
La Batería de Roldán se encuentra en la parte más alta del Cabezo de Roldán.
El Cabezo de Roldán está encuadrado en un LIC con el mismo nombre.